# Höllviken
Höllviken is een plaats in de gemeente Vellinge in het Zweedse landschap Skåne en de provincie Skåne län. De plaats heeft 10014 inwoners (2005) en een oppervlakte van 644 hectare.
De afstand tot de stad Malmö bedraagt ongeveer vijftien kilometer en Höllviken kan worden gezien als een voorstad van deze stad. De plaats ligt op het schiereiland Falsterbonäset en wordt zowel in het noorden als in het zuiden begrensd door de Oostzee, in het noorden grenst de plaats aan een baai met de naam Höllviken.
In Höllviken bevindt zich het Fotevikens Museum, een museum gewijd aan onder meer de Vikingen, vroege middeleeuwen, en maritieme archeologie en historie.

## Verkeer en vervoer
Bij de plaats loopt de Länsväg 100.
Höllviken · Skanör med Falsterbo · Vellinge · Ljunghusen · Hököpinge · Västra Ingelstad · Rängs sand · Gessie villastad · Östra Grevie · Arrie · Vellinge Väster ·  Södra Åkarp · Hököpinge kyrkby · Möllevången · Räng (west) · Mellan-Grevie · Norra Håslöv · Gessie · Räng · Kronan · Västra Grevie